# Rufus (település)

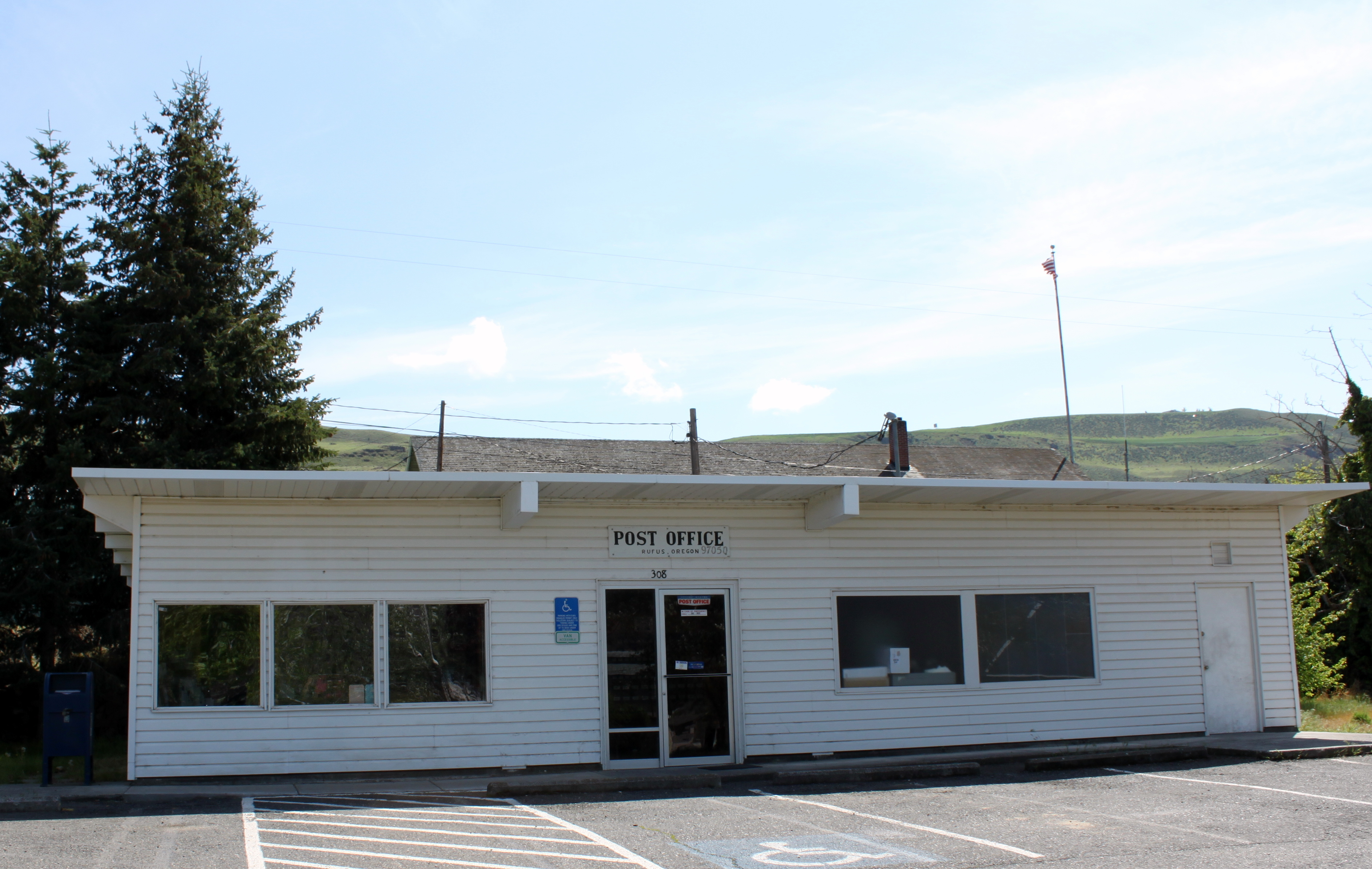
A postahivatal

Rufus az Amerikai Egyesült Államok északnyugati részén, Oregon állam Sherman megye megyéjében helyezkedik el. A 2010. évi népszámláláskor 249 lakosa volt. A város területe 3,13 km², melyből 0,05 km² vízi.

## Éghajlat
A térség nyarai melegek (de nem forróak) és szárazak. A Köppen-skála alapján a város éghajlata meleg nyári mediterrán. A legcsapadékosabb a november–január, a legszárazabb pedig a július–augusztus közötti időszak. A legmelegebb hónap július, a leghidegebb pedig december.
| Hónap                         | Jan.  | Feb.  | Már.  | Ápr. | Máj. | Jún. | Júl. | Aug. | Szep. | Okt. | Nov.  | Dec.  | Év    |
| ----------------------------- | ----- | ----- | ----- | ---- | ---- | ---- | ---- | ---- | ----- | ---- | ----- | ----- | ----- |
| Rekord max. hőmérséklet (°C)  | 20,0  | 20,6  | 26,7  | 35,0 | 41,7 | 42,2 | 43,9 | 43,3 | 40,6  | 32,2 | 22,2  | 18,9  | 43,9  |
| Átlagos max. hőmérséklet (°C) | 5,6   | 8,9   | 13,9  | 17,8 | 22,8 | 26,1 | 31,1 | 30,6 | 26,7  | 18,9 | 10,0  | 4,4   | 18,1  |
| Átlaghőmérséklet (°C)         | 2,5   | 4,5   | 8,4   | 11,7 | 16,1 | 19,5 | 23,4 | 23,1 | 18,9  | 12,3 | 5,9   | 1,7   | 12,4  |
| Átlagos min. hőmérséklet (°C) | −0,6  | 0,0   | 2,8   | 5,6  | 9,4  | 12,8 | 15,6 | 15,6 | 11,1  | 5,6  | 1,7   | −1,1  | 6,6   |
| Rekord min. hőmérséklet (°C)  | −28,3 | −31,7 | −11,7 | −5,0 | −2,2 | 2,8  | 4,4  | 5,6  | −1,7  | −9,4 | −18,3 | −22,8 | −31,7 |
| Átl. csapadékmennyiség (mm)   | 64    | 46    | 29    | 20   | 18   | 13   | 4    | 6    | 12    | 25   | 54    | 69    | 360   |
| Forrás: The Weather Channel   |       |       |       |      |      |      |      |      |       |      |       |       |       |

## Népesség

### 2010
A 2010-es népszámláláskor a városnak 249 lakója, 115 háztartása és 65 családja volt. A népsűrűség 79,6 fő/km2. A lakóegységek száma 141, sűrűségük 45 db/km2. A lakosok 89,2%-a fehér,  5,2%-a indián,   5,2%-a egyéb, 0,4%-a pedig kettő vagy több etnikumú. A spanyol vagy latino származásúak aránya 13,3% (12,4% mexikói,   0,8% egyéb spanyol vagy latino származású.)
A háztartások 16,5%-ában élt 18 évnél fiatalabb. 46,1% házas, 4,3% egyedülálló nő, 6,1% egyedülálló férfi, 43,5% pedig nem család. 38,3% egyedül élt; 17,4%-uk 65 éves vagy idősebb. Egy háztartásban átlagosan 2,17 személy élt; a családok átlagmérete 2,89 fő.
A medián életkor 51,1 év volt. A város lakóinak 16,9%-a 18 évesnél fiatalabb, 6,3% 18 és 24 év közötti, 16,8%-uk 25 és 44 év közötti, 34,8%-uk 45 és 64 év közötti, 24,9%-uk pedig 65 éves vagy idősebb. A lakosok 52,6%-a férfi, 47,4%-a pedig nő.

### 2000
A 2000-es népszámláláskor  a városnak 268 lakója, 133 háztartása és 82 családja volt. A népsűrűség 85,6 fő/km2. A lakóegységek száma 133, sűrűségük 42,5 db/km2. A lakosok 91,04%-a fehér,  3,36%-a indián, 0,37%-a ázsiai,  3,73%-a egyéb-, 1,49%-a pedig kettő vagy több etnikumú. A spanyol vagy latino származásúak aránya 6,72% (6,3% mexikói,   0,4% pedig egyéb spanyol/latino származású.)
A háztartások 15%-ában élt 18 évnél fiatalabb. 52,6% házas, 4,5% egyedülálló nő; 38,3% pedig nem család. 35,3% egyedül élt; 15%-uk 65 éves vagy idősebb. Egy háztartásban átlagosan 2,02 személy élt; a családok átlagmérete 2,52 fő.
A város lakóinak 14,9%-a 18 évesnél fiatalabb, 7,5% 18 és 24 év közötti, 19,8%-uk 25 és 44 év közötti, 31,3%-uk 45 és 64 év közötti, 26,5%-uk pedig 65 éves vagy idősebb. A medián életkor 50 év volt. Minden 100 nőre 112,7 férfi jut; a 18 évnél idősebb nőknél ez az arány 117,1.
A háztartások medián bevétele 26 875 amerikai dollár, ez az érték családoknál $29 688. A férfiak medián keresete $28 500, míg a nőké $21 250. A város egy főre jutó bevétele (PCI) $16 801. A családok 11,5%-a, a teljes népesség 13,5%-a élt létminimum alatt; a 18 év alattiaknál ez a szám 27,8%, a 65 évnél idősebbeknél pedig 2,6%.

## Fordítás
Ez a szócikk részben vagy egészben  a   Rufus, Oregon című angol Wikipédia-szócikk ezen változatának fordításán alapul.  Az eredeti cikk szerkesztőit annak laptörténete sorolja fel. Ez a jelzés csupán a megfogalmazás eredetét és a szerzői jogokat jelzi, nem szolgál a cikkben szereplő információk forrásmegjelöléseként.